# Barry (televisieserie)
Barry is een Amerikaanse tragikomische misdaadserie. De tv-reeks ging op 25 maart 2018 in première op de Amerikaanse betaalzender HBO. De hoofdrollen worden vertolkt door Bill Hader, Stephen Root, Sarah Goldberg en Henry Winkler.

## Verhaal
Barry Berkman is een veteraan van de United States Marine Corps die in het Middenwesten werkzaam is als goedkope huurmoordenaar. Hij is eenzaam en depressief. Wanneer hij op een dag naar Los Angeles reist om er een moord uit te voeren, belandt hij in een acteerklas onder leiding van de flamboyante leraar Gene Cousineau.

## Rolverdeling

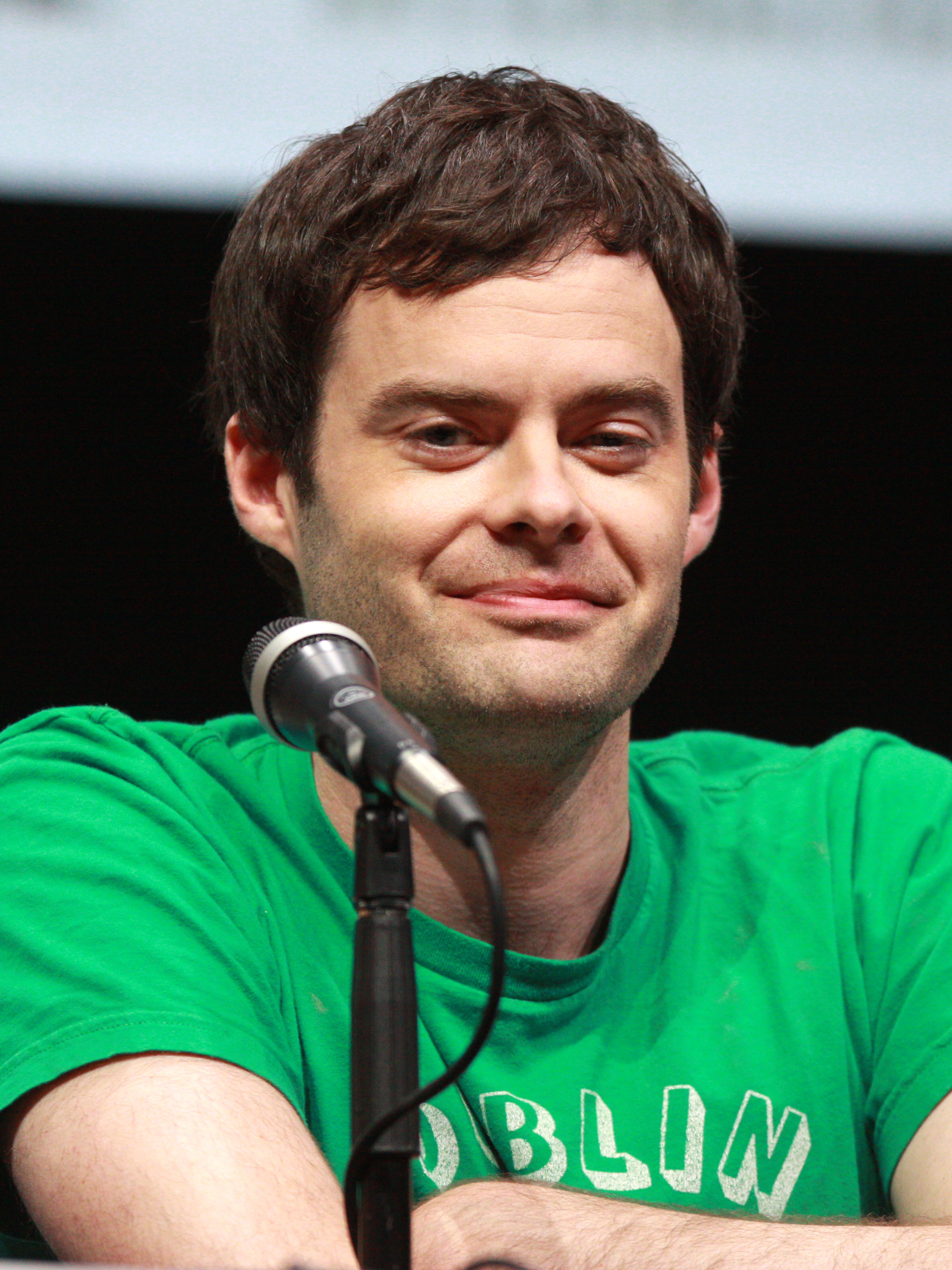
Hoofdrolspeler Bill Hader.

| Acteur               | Personage       |
| -------------------- | --------------- |
| Bill Hader           | Barry Berkman   |
| Stephen Root         | Monroe Fuches   |
| Sarah Goldberg       | Sally Reed      |
| Glenn Fleshler       | Goran Pazar     |
| Anthony Carrigan     | NoHo Hank       |
| Henry Winkler        | Gene Cousineau  |
| Andy Carey           | Eric            |
| Darrell Britt-Gibson | Jermaine        |
| Paula Newsome        | Detective Moss  |
| John Pirruccello     | Detective Loach |
| Cameron Britton      | Simmer          |

## Productie
De reeks werd bedacht door Alec Berg en Bill Hader, die zich gedeeltelijk baseerde op zijn eigen angsten die hij had tijdens zijn periode als Saturday Night Live-acteur. In januari 2016 raakte bekend dat HBO groen licht had gegeven voor een pilot die door Hader zelf zou geregisseerd worden en waarin hij zelf de protagonist zou vertolken. Een maand later werd de rest van de cast samengesteld.
Begin juni 2016 kregen Berg en Hader van de zender de toestemming om het eerste seizoen te ontwikkelen. Op 25 maart 2018 ging de eerste aflevering in première. In de daaropvolgende maand kondigde HBO het tweede seizoen van de serie aan.
Het eerste seizoen van de serie won onder meer drie Emmy Awards.